# Chiropodomys pusillus
Chiropodomys pusillus is een knaagdier uit het geslacht Chiropodomys dat voorkomt op Borneo. Hij is bekend van vier locaties in zowel het Maleisische als het Indonesische deel van het eiland, maar waarschijnlijk komt hij op het hele eiland voor. Deze soort lijkt oppervlakkig sterk op de penseelstaartbamboemuis (C. gliroides), en Musser (1979) beschouwde C. pusillus als een ondersoort van deze vorm, maar C. pusillus is veel kleiner.
De rug is roodbruin, de onderkant wit. De wangen zijn okerkleurig. Tussen de rug- en de buikvacht zit een okerkleurige streep. De voeten zijn wit. De kop-romplengte bedraagt 69 tot 77 mm, de staartlengte 81 tot 96 mm, de achtervoetlengte 16 tot 17 mm en de oorlengte 11 tot 13 mm. Vrouwtjes hebben 0+2=4 mammae.